# Parafia św. Michała Archanioła w Izdebnie
Parafia pw. św. Michała Archanioła w Izdebnie – rzymskokatolicka parafia należąca do dekanatu grodziskiego, archidiecezji warszawskiej, metropolii warszawskiej Kościoła katolickiego. W parafii posługują księża diecezjalni. Proboszczem jest ks. Stanisław Dębicki.